# Сукото, Лео
Лео Сукото (индон. Leo Soekoto; 23 октября 1920, Джали, Джокьякарта, Индонезия — 30 декабря 1995, Джакарта, Индонезия) — католический архиепископ Джакарты с 21 мая 1970 года по 30 декабря 1995 года, член монашеского ордена иезуитов.

## Биография
Лео Сукото родился 23 декабря 1920 года в Индонезии. После получения среднего образования вступил в монашеский орден иезуитов. 22 августа 1970 года был рукоположён в священника.
21 мая 1970 года Римский папа Павел VI назначил Лео Сукото архиепископом Джакарты. 15 августа 1970 года он был рукоположён в епископа архиепископом Семаранга Юстинусом Дармоювоно в сослужении с титулярным архиепископом Волзиния и епископом Денпасара Паулем Сани Кледеном.
30 декабря 1995 года умер в Джакарте.